# Confucianisme à Okinawa

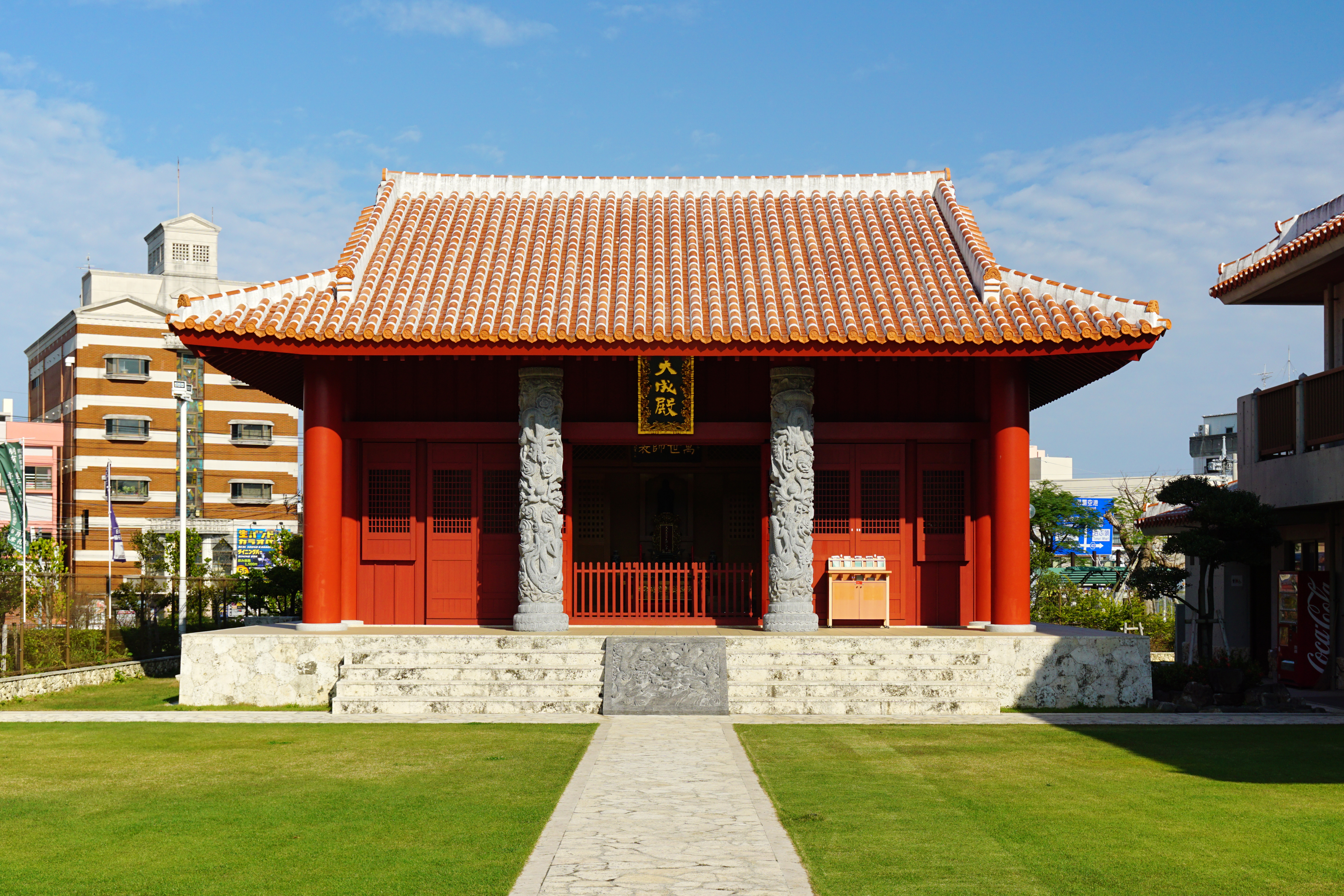
Shiseibyō à Naha.

Le confucianisme à Okinawa (琉球の儒教, Ryūkyū no jukyō, littéralement « confucianisme des Ryūkyū ») se développe dans le cadre de la relation tributaire qu'entretient le Royaume de Ryūkyū entretient avec la Chine. Les lettrés Tomari Jochiku (ja), Shō Shōken, Tei Junsoku, et Sai On sont responsables de l'adoption du néoconfucianisme par le pouvoir local lors de cette période. Plusieurs lieux comme le village de Kume et le Shiseibyō sont liés à cette époque.
La patrimonialisation du confucianisme à l'époque contemporaine est à l'origine d'un arrêt de la Cour suprême du Japon en 2021, dit arrêt du temple confucianiste (ja), qui porte sur le financement des cultes par la puissance publique, et qui rappelle en vertu de la séparation des cultes et de l'Etat, que ni l'état japonais ni ses collectivités territoriales ne peuvent participer directement ou indirectement au financement d'un programme qui inclus un enseignement religieux.

## Sources